# Sirio Maccioni
Sirio Maccioni (Montecatini Terme, 5 aprile 1932 – Montecatini Terme, 20 aprile 2020) è stato uno scrittore, imprenditore e ristoratore italiano.

## Biografia
Nato nel 1932 a Montecatini Terme, in Toscana, Maccioni si trasferì a New York esordendo nel campo della ristorazione presso il Delmonico's di Oscar Tucci. Lavorò anche presso il ristorante di cucina francese di Manhattan Le Cirque e altri punti di ristoro di New York, Las Vegas, Repubblica Dominicana, Nuova Delhi e Abu Dhabi. Maccioni gestì le sue attività lavorative assieme alla moglie Egidiana e ai figli Mario, Marco e Mauro. Sebbene ciò sia oggetto di discussione, Maccioni risulta aver inventato la pasta primavera negli anni settanta. Nel 2004 pubblicò un'autobiografia e il libro Le Cirque. Figurò in trasmissioni televisive quali Top Chef, Miss Universo 1999, dove svolse il ruolo di giudice, e Charlie Rose, Behind Closed Doors e Eat This New York. A Maccioni furono conferiti numerosi premi, tra cui il Joe Baum Lifetime Achievement Award (2000), il Father of the Year della National Father's Day Committee (2003), l'Euro-Toques Italia International Award (2013) e la James Beard Foundation Award (2014).
Maccioni è deceduto nella sua casa nella città natale il 20 aprile 2020 all'età di 88 anni. I familiari del ristoratore hanno fatto sapere che sarebbe mancato dopo una lunga malattia.

## Filmografia

### Cinema
- Le Cirque: A Table In Heaven, regia di Andrew Rossi (2007)

## Opere
- The Maccioni Family Cookbook, 2003
- Sirio: The Story of My Life, 2004
- Le Cirque, 2004 (con Peter Elliot)
- A Table at Le Cirque, 2012 (con Pamela Fiori)

## Televisione
- Top Chef
- Miss Universo 1999
- Charlie Rose
- Behind Closed Doors
- Eat This New York